# Týr
Na mitologia nórdica, Týr ou Ziu ou ainda "Tyrr" é o deus Æsir do combate, do céu, da luz, dos juramentos e, por isso, patrono da justiça, precursor de Odin. Ao tempo dos viquingues, Týr abriu caminho para Odin, que se tornou o deus da Guerra; filho mais velho do casamento de Odin com Frigga, devido a sua coragem e heroísmo em batalha passou a ser considerado com um deus bravo, representado por um homem sem a mão direita.
Em vários kennings, Snorri também descreve Bragi, Týr, Heimdall e Höðr como filhos de Odin, informação que não aparece em nenhum outro lugar no Edda.
Ele perdeu a mão direita ao colocá-la na boca do deus-lobo Fenrir, que era a única forma de fazer o lobo ser preso nas cordas.
Seu símbolo é a lança, na mitologia nórdica tanto uma arma como um símbolo de justiça. É também identificado com a runa Tîwaz.